# USM Gagny
Union Sportive Municipale de Gagny (USM Gagny) var en fransk idrottsförening från Gagny, Seine-Saint-Denis, bildad 1948 och nedlagd 1996. Klubben är främst känd för dess herr- och damlag i handboll. Under 1980-talet vann klubben totalt nio franska ligatitlar och fyra franska cuptitlar, om man räknar ihop herr- och damlaget.

## Historia
Klubben var i sin början helt oprofessionell och hade bara amatörspelare. 1984 blev USM Gagny ett av de första franska lagen som hade en sponsor.
Under 1990-talet blev fransk handboll mer professionell. Gagny drabbades av ekonomiska problem med ett stort underskott och ansökte om konkurs 1996.

## Meriter

### Herrlaget
- Franska mästare fem gånger: 1981, 1982, 1985, 1986 och 1987
- Franska cupmästare 1987

### Damlaget
- Franska mästare fyra gånger: 1985, 1987, 1991 och 1992
- Franska cupmästare tre gånger: 1985, 1992 och 1993

## Spelare i urval

### Herrlaget
- Joël Abati (1992–1995)
- Philippe Gardent (1985–1990)
- François-Xavier Houlet (1990–1992)
- Philippe Médard (1981–1987)
- Gaël Monthurel (1993–1995)
- Thierry Perreux (1980–1991)
- Frédéric Perez (1991–1994)

### Damlaget
- Anne Loaëc (1982–1989)
- Carole Martin (1984–1989)
- Ljiljana Mugoša (1989–1993)
- Svetlana Mugoša-Antit (1992–1994)
- Valérie Nicolas (1993–1995)